# Plaça Roja
|  | Aquest article tracta sobre la plaça de Moscou. Vegeu-ne altres significats a «Plaça Roja de la Ciutat Meridiana». |

La Plaça Roja (en rus Кра́сная пло́щадь, Kràsnaia plósxad) és la plaça més famosa de la ciutat de Moscou. La plaça separa el Kremlin, l'antiga ciutadella reial i avui residència oficial del President de Rússia, d'un històric barri de mercaders, conegut com el Kitai-górod. Com que els carrers principals de Moscou surten des d'aquí en totes direccions, iniciant les carreteres principals que surten de la ciutat, la plaça Roja sovint és considerada la plaça central de Moscou i de tot Rússia.
La plaça és voltada de diversos edificis monumentals, entre els quals la Catedral de Sant Basili, el Mausoleu de Lenin, els magatzems GUM, la reconstruïda Catedral de Kazan o el Museu Històric Estatal, a més a més del monument als herois Minin i Pojarski.
Fa 330 metres de llarg per 70 metres d'ample.

## Orígens i nom

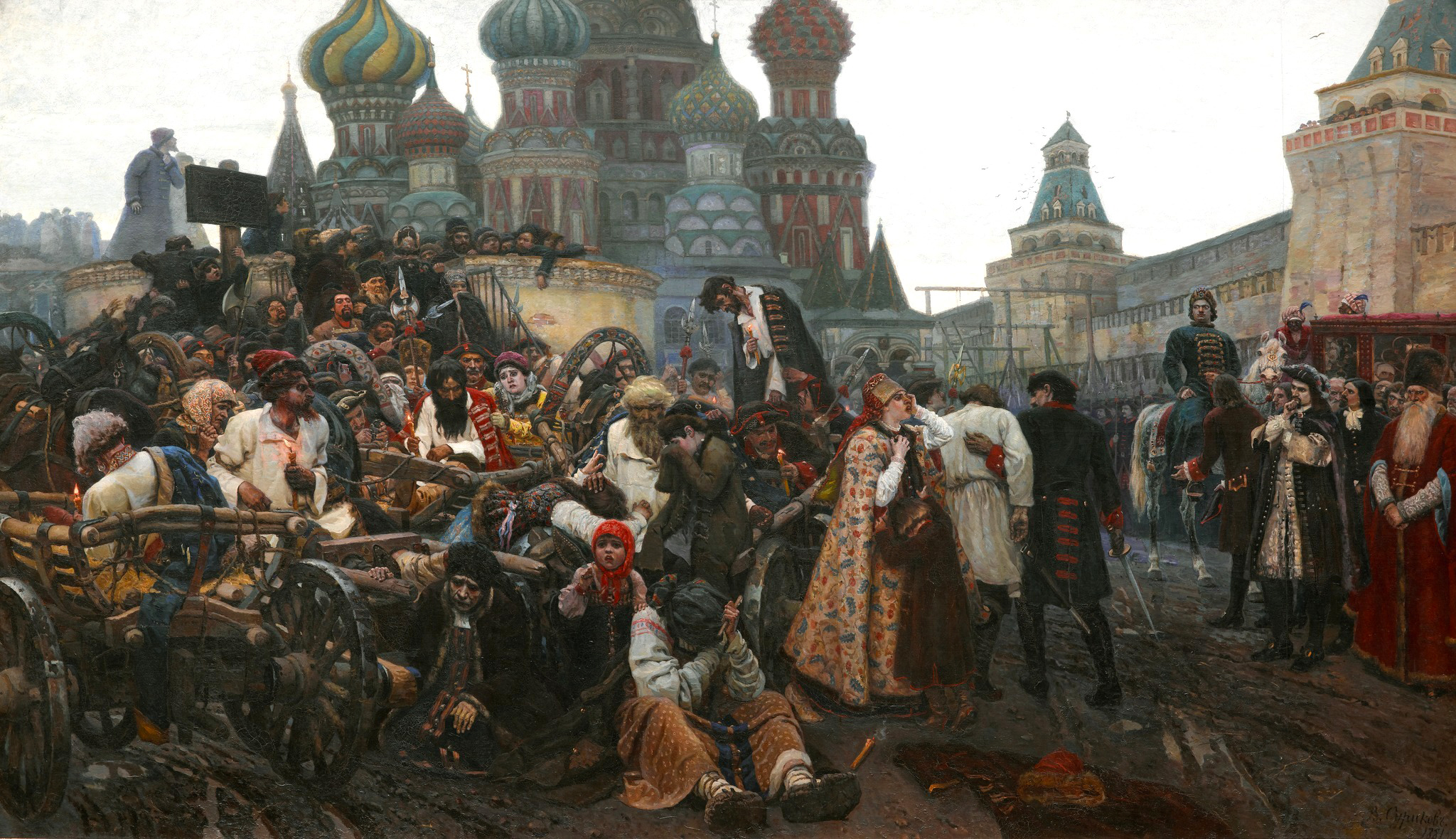
Execució dels Streltsí a la plaça Roja arran del fracàs de la rebel·lió de 1698, pintura de Vasili Súrikov

La rica història de la plaça Roja es reflecteix en moltes obres d'art, incloent les pintures de Vasili Súrikov, Konstantín Iuon i d'altres. El terreny de la plaça, en un origen, era cobert d'edificis de fusta, però fou buidat arran de l'edicte d'Ivan III del 1493, ja que tots aquells edificis de fusta eren perillosament susceptibles de ser arrasats pel foc. La nova esplanada –originàriament coneguda com el Pojar (Пожар), literalment l'«incendi»– de mica en mica va esdevenir el principal mercat a l'aire lliure de Moscou. Posteriorment s'emprà per a diverses cerimònies públiques i proclamacions, i ocasionalment com a lloc de les coronacions dels tsars de Rússia. D'ençà de la urbanització de la plaça, ha estat usada per tots els governants russos de les diverses èpoques per a tota mena de cerimònies oficials.
El nom de plaça Roja no deriva del color dels maons que l'envolten, ni del nexe entre el color roig i el comunisme. El nom prové de la paraula russa kràsnaia (красная), forma femenina de l'adjectiu que tant pot significar 'roig' com 'bell' (aquest darrer significat és arcaic). El mot s'aplicava (en el sentit de 'bell') a la Catedral de Sant Basili, i subseqüentment es traslladà a la plaça adjacent. Es creu que la plaça adquirí el seu nom definitiu (substituint, així, l'antic Pojar) al segle xvii. Diverses ciutats russes antigues, com ara Súzdal, Ielets o Pereslavl-Zalesski, també anomenen la seva plaça principal Kràsnaia plósxad, igual que la seva homònima de Moscou.

## Història recent
Durant l'era soviètica, la plaça Roja mantingué el seu significat i es transformà en la plaça principal de la vida del nou Estat. Contigua a la residència oficial del govern soviètic dins el Kremlin, va ser remodelada per permetre les desfilades militars. Es van demolir la Catedral de Kazan i la Porta de la Resurrecció amb la capella Íverskaia per fer espai per als vehicles militars pesants. També s'havia planejat enderrocar la Catedral de Sant Basili, l'edifici més popular de Moscou. La llegenda diu que Làzar Kaganóvitx, director del pla de reconstrucció de Moscou, preparà una maqueta especial de la plaça Roja en la qual la catedral podia ser eliminada i la presentà a Stalin perquè veiés de quina manera la catedral era un obstacle per a les desfilades i el trànsit. Però quan la retirà de la plaça, Stalin objectà: «Làzar! Torna-la!».

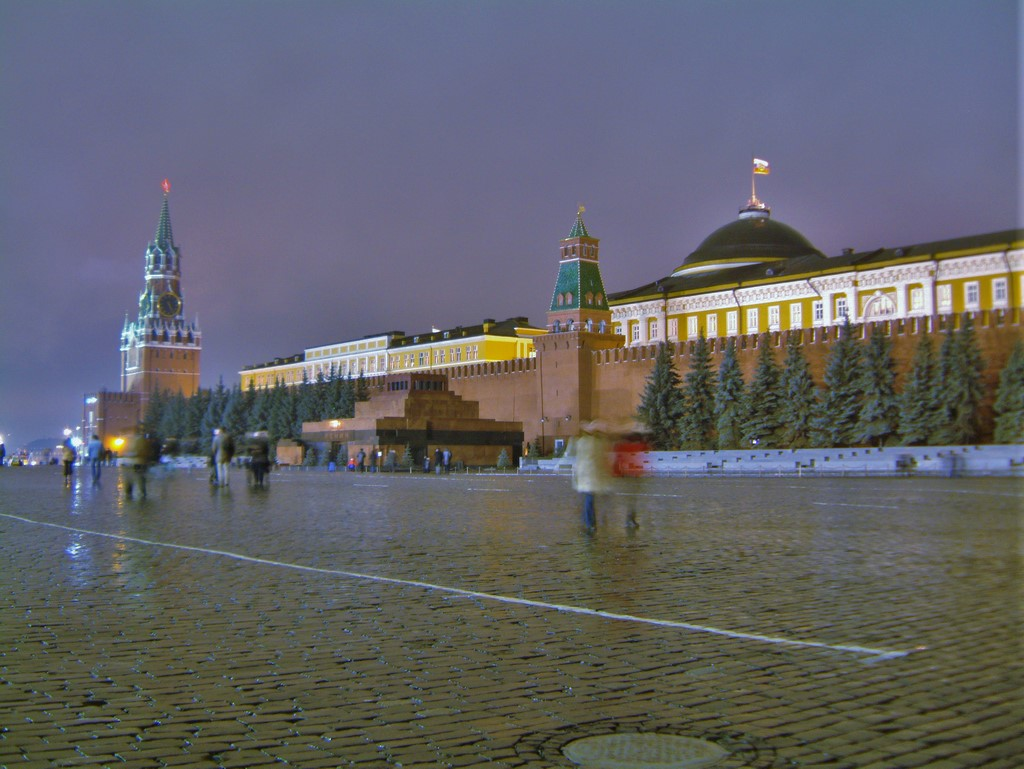
La plaça Roja de nit, amb la tomba de Lenin al centre de la imatge

Dues de les desfilades més significatives a la plaça Roja van ser, l'una, el 1941, quan la ciutat estava assetjada pels alemanys i les tropes s'incorporaven al front tot just abandonaven la plaça, i la desfilada de la Victòria de 1945, quan les banderes dels exèrcits nazis foren llençades als peus del Mausoleu de Lenin.
El 28 de maig de 1987, un jove pilot alemany anomenat Mathias Rust aterrà amb un avió lleuger a la Baixada de Sant Basili, al costat de la plaça Roja.
El 1990, el Kremlin i la plaça Roja van ser dels primers llocs de la URSS a afegir-se a la llista del Patrimoni de la Humanitat de la UNESCO.

## Al voltant de la plaça
Cada edifici de la plaça Roja és una llegenda en ell mateix. Un d'aquests és el Mausoleu de Lenin, on reposa el cos embalsamat de Vladímir Lenin, el fundador de la Unió Soviètica. A prop hi ha l'elaborada Catedral de Sant Basili i els palaus i les catedrals del Kremlin. Al costat est de la plaça hi ha la Catedral de Kazan restaurada. El costat nord és ocupat pel Museu Històric Estatal. L'únic monument escultòric de la plaça és una estàtua de bronze de Kuzmà Minin i Dmitri Pojarski, que ajudaren a expulsar de Moscou els invasors polonesos el 1612. A prop hi ha el Lóbnoie Mesto, una plataforma circular on tenien lloc les cerimònies públiques.